# Ивановка (Беловский район)
Ива́новка — деревня в Беловском районе Кемеровской области. Входит в состав Моховского сельского поселения.

## География
Центральная часть населённого пункта расположена на высоте 205 м над уровнем моря.

## Население
| 2010 |
| ---- |
| 588  |

### Половой состав
По данным Всероссийской переписи населения 2010 года, в деревне Ивановка проживало 588 человек (273 мужчины, 315 женщин).